# Masacre de Slóviansk
La masacre de Sloviansk ocurrió en junio de 2014, en la ciudad de Sloviansk, óblast de Donetsk, Ucrania, cuando cuatro miembros de la iglesia pentecostal Transfiguración del Señor (en ucraniano: Преображення Господнього, en ruso: Преображение Господне) fueron secuestrados y asesinados presuntamente por miembros del Ejército Ortodoxo Ruso.
Se discuten las razones de la masacre. Mientras que los funcionarios ucranianos creen que las víctimas fueron asesinadas por enviar suministros e información al ejército ucraniano, los funcionarios de la iglesia creían que el incidente fue una persecución religiosa.

## Fondo
La iglesia pentecostal, Transfiguración del Señor, en Sloviansk se formó en 2003 y pertenecía a la Iglesia de los cristianos de fe evangélica de Ucrania. Compraron un antiguo edificio del Palacio de la Cultura para usarlo para los servicios de la iglesia. El pastor principal de la iglesia fue Oleksandr Pavenko (ucraniano: Олександр Павенко, ruso: Александр Павенко).
El 12 de abril de 2014, un grupo de hombres armados tomó edificios gubernamentales en Sloviansk, con la intención de incorporar la región de Dombás a Rusia. Según la Oficina de Democracia, Derechos Humanos y Trabajo del Departamento de Estado de los Estados Unidos, esto inició un período de persecución religiosa de las denominaciones cristianas protestantes en la región de control de los separatistas prorrusos ultraortodoxos.

## Crónica de los hechos

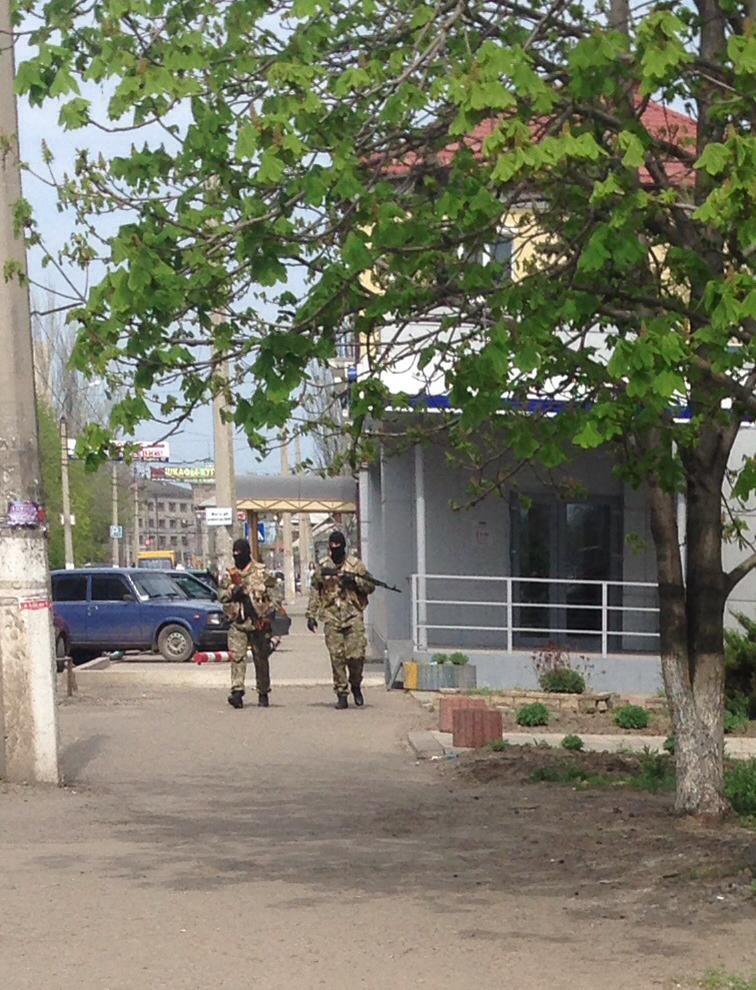
Militantes separatistas enmascarados en una calle de Sloviansk en abril de 2014.

El 8 de junio de 2014, durante un servicio religioso de Pentecostés, militantes del Ejército Ortodoxo Ruso se llevaron a cuatro miembros de la iglesia a un destino desconocido. Los hombres que se llevaron son:
- Volodýmyr Oleksándrovych Velychko ( ucraniano : Володимир Олександрович Величко , ruso : Владимир Александрович Величко ; nacido en 1973), casado y padre de 8 hijos.
- Víktor Ivánovych Bradarskiy (ucraniano: Віктор Іванович Брадарский, ruso: Виктор Иванович Брадарский; nacido en 1974), casado y padre de 3 hijos.
- Ruvym Oleksándrovych Pavenko (ucraniano : Рувим Олександрович Павенко, ruso: Рувим Александрович Павенко ; nacido en 1984) - hijo de pastor.
- Albert Oleksándrovych Pavenko (ucraniano : Альберт Олександрович Павенко, ruso: Альберт Александрович Павенко ; nacido en 1990), hijo casado de un pastor.

Presuntamente, habían planeado apoderarse del pastor principal, que no estaba en la iglesia en ese momento. Los rebeldes se apoderaron de cuatro autos pertenecientes a los hombres. Los detenidos fueron acusados por los militantes de "crimen contra el DRP", que se expresó en apoyo del ejército ucraniano.
Se determinó que fueron detenidos en el sótano del cuerpo de bomberos de la ciudad. Según el testimonio del fiscal adjunto de Sloviansk, que logró escapar del cautiverio de la República Popular de Donetsk, había escuchado los gritos de los detenidos que habían sido torturados durante el interrogatorio.
A las 3 de la mañana del 9 de junio, se ordenó a los cuatro arrestados que subieran al automóvil y los condujeron hacia la montaña Karachún, seguido por dos autos con rebeldes. Alrededor de las 4:00 a. m. del 9 de junio, los rebeldes dispararon contra el automóvil con los detenidos. Se cree que para ocultar hasta qué punto los hermanos fueron torturados, el automóvil fue quemado. El asesor del Ministro del Interior de Ucrania, Antón Gueráschenko, asumió que los atacantes estaban tratando de hacer parecer que la muerte de los pasajeros fue causada por fuego de mortero del Ejército ucraniano.
Según Fridon Vekua (Ucraniano: Фрідон Векуа, Ruso: Фридон Векуа), quien era teniente de alcalde de Sloviansk para Asuntos Humanitarios en ese momento, en la mañana del 9 de junio se anunció información sobre la muerte de las cuatro personas en una reunión a puerta cerrada del jefes de la RP de Donetsk. Según Antón Gueráschenko, el líder de los rebeldes, Ígor Guirkin, condenó el asesinato y los hombres que cometieron los crímenes fueron reprendidos.
La viuda de Víktor Bradarskiy, Natalia, dijo que el 10 de junio el departamento de policía de la ciudad le había dicho que su esposo estaba entre los hombres capturados por los rebeldes y que se le permitió proporcionarle alimentos y medicinas. Según ella, los rebeldes declararon a través de sus representantes que los detenidos estaban cumpliendo sentencias, cavando trincheras cerca del pueblo de Semenivka (un suburbio de Kramatorsk) y que serían liberados pronto. A principios de julio, los familiares de los detenidos informaron que los cuatro hombres habían sido liberados anteriormente.
Según la miembro de Human Rights Watch Yulia Gorbunova (ucraniano: Юлія Горбунова, ruso: Юлия Горбунова'), los lugareños afirmaron que los cuerpos de personas no identificadas fueron llevados a la morgue, donde permanecieron hasta el 11 de junio, después de lo cual fueron enterrados en un fosa común.
Según Antón Gueráschenko, el automóvil quemado permaneció al margen y luego fue identificado como perteneciente a B. Bradarskiy por el número de motor. El resto de los autos de los hombres asesinados fueron capturados por rebeldes y expulsados de Slóviansk durante la retirada de las fuerzas de RP de Donetsk.
El 7 de julio, después de que Sloviansk volviera completamente a control de los soldados ucranianos, el ministro del Interior de Ucrania, Arsén Avákov, y su adjunto Vasyl Pascal (ucraniano: Василь Паскаль, ruso: Василий Паскаль) llegaron a la ciudad. Natalia Bradárskaya les pidió que la ayudaran a encontrar a los desaparecidos.
El 14 de julio, Antón Gueráschenko dijo que se llevó a cabo la exhumación de los cuerpos de la fosa común y que los cuerpos tenían señales de torturas y abusos. Entre los 14 cuerpos encontrados, estaban los cuerpos de los hermanos Pavenko y V. Bradarsky, identificados por restos de su ropa. El cuerpo gravemente carbonizado de Velichko fue identificado más tarde mediante una huella genética. El 20 de julio, después de que se completaron los procedimientos de identificación, los cuerpos se volvieron a enterrar en el lugar de su descubrimiento, cerca de un hospital infantil.

## Cobertura mediática
El corresponsal del periódico The Christian Science Monitor, Scott Peterson, dijo que los asesinos no eran ucranianos, sino separatistas prorrusos.
El periodista de The New York Times, Andrew Higgins, escribió que se creía que los sacerdotes eran prorrusos y, debido a su afiliación con la Iglesia Ortodoxa Rusa, se creía que estaban interesados en unir las tierras eslavas de la Edad Media, que incluían a Rusia, Ucrania y Bielorrusia. Hubo evidencia de que ayudaron a los rebeldes, incluido el almacenamiento de municiones en la iglesia.

## Causas de la ejecución
Según el asesor del Ministro del Interior de Ucrania, Antón Gueráschenko, los hombres asesinados fueron acusados de enviar alimentos a los puestos de control de las Fuerzas Armadas de Ucrania (AFU) y la Guardia Nacional de Ucrania, así como posiblemente informar al ejército ucraniano sobre las actividades de los separatistas. Hubo rumores de que los hombres asesinados trajeron armas químicas o biológicas a Sloviansk. Sin embargo, los familiares niegan que los hombres cooperaran con el ejército ucraniano. El corresponsal del Financial Times Guy Chaz también calificó de falsas las acusaciones de colaboración con la AFU.
Entre otras teorías estaba que los hombres fueron secuestrados para pedir rescate, sin embargo, según testigos, los funcionarios de la iglesia creen que la religión fue la única causa de las muertes. El padre de los hermanos Pavenko era empresario; era dueño de la fábrica de muebles y de la fábrica de salchichas "Semyónov". Poco antes del crimen, un lote de estructuras de acero llegó a una de las fábricas de la familia Pavenko; tal vez esta fue la fuente de los rumores sobre la entrega de armas al Ejército ucraniano.

## Reacción
El asesinato se cita como un ejemplo principal de persecución religiosa en el territorio controlado por la República Popular de Donetsk. La corresponsal ucraniana de la BBC, Svetlana Dórosh, calificó el asesinato como el crimen de más alto perfil contra sacerdotes, cometido durante la guerra ruso-ucraniana. La Oficina de Democracia, Derechos Humanos y Trabajo del Departamento de Estado de los Estados Unidos pone este incidente en la lista de ejemplos de persecución de protestantes en el territorio no controlado por las autoridades ucranianas.
La teoría de la persecución religiosa fue documentada en el informe conjunto de la Asociación Internacional para los Derechos Humanos (International Partnership for Human Rights (IPHR), Bruselas), la organización de derechos humanos Centro para las Libertades Civiles (en ucraniano: Центр Громадянських Свобод, Kiev) y en las publicaciones del filósofo ruso Nikolái Karpitski (en ruso: Николай Карпицкий) que vive en Ucrania.
Después del atentado contra Charlie Hebdo, cuando el eslogan «Je suis Charlie» (francés: Yo soy Charlie) se difundió ampliamente en Internet, el bloguero y figura pública ucraniano Denýs Kazansky publicó el post "Todos somos protestantes de Sloviansk", ofreciéndolo como una variante de la consigna solidaria. El material fue reimpreso por varios medios y blogueros.